# 楓桃
楓桃（学名：Oreomunnea pterocarpa）是胡桃科坚黄杞属的一种植物，生長在哥斯達黎加、墨西哥東南部及巴拿馬。
楓桃是大型的樹，高35米，樹幹直徑80厘米。葉子呈羽狀，共4-8塊小葉，每塊長6-20厘米。它們的葉子不像其他的胡桃科般排列，而是成對的相對排列。果實是細小的堅果，直徑約長1厘米，有三頁翼，底部有一隻細小的頁。

## 保育狀況
其被列為《瀕危野生動植物種國際貿易公約》（CITES）附錄二的物種，被限制出口及貿易。